# Weinmannia haenkeana
Weinmannia haenkeana är en tvåhjärtbladig växtart som beskrevs av Adolf Engler. Weinmannia haenkeana ingår i släktet Weinmannia och familjen Cunoniaceae. Inga underarter finns listade i Catalogue of Life.